# Bitwa pod Fuentes de Oñoro
Bitwa pod Fuentes de Oñoro – starcie zbrojne, które miało miejsce 3–5 maja 1811 roku podczas wojny na Półwyspie Pirenejskim będącej częścią wojen napoleońskich.
Armia angielsko-portugalska dowodzona przez Wellingtona odparła próbę francuskiej odsieczy dla obleganej twierdzy Almeida. Twierdzę próbowała uwolnić od oblężenia Armia Portugalii (Armée du Portugal) dowodzona przez Massenę.

## Wstęp
Rok wcześniej Massena ścigał armię brytyjską uchodzącą do Lizbony, jednak został zatrzymany pod Buçaco przed liniami obronnymi Torres Vedras. Nie odważył się forsować tych tworzących dwie linie, wzajemnie wspomagających się fortyfikacji. W związku z tym, że okoliczne tereny były ogołocone z wszelkich środków spożywczych, Francuzi obawiając się głodu wycofali się w kierunku hiszpańskiej granicy. W ślad za nimi podążyły wojska angielsko-portugalskie.
Zabezpieczywszy Portugalię Wellington zajął się odzyskiwaniem przygranicznych miast – takich jak Almeida, Badajoz i Ciudad Rodrigo. W czasie gdy Wellington oblegał Almeidę, Massena uzupełnił swą armię i ruszył francuskiemu garnizonowi obleganego miasta na odsiecz. Wellington postanowił odeprzeć armię Masseny w znajdującej się nieopodal małej wiosce Fuentes de Oñoro. Wódz angielski, by zablokować Francuzom wszystkie możliwe drogi do Almeidy, zrezygnował z zabezpieczenia sobie drogi odwrotu. Wellington podjął to ryzyko, mając na uwadze fakt, że Francuzi byli gorzej zaopatrzeni - armia francuska dysponowała zaopatrzeniem jedynie na kilka dni. Armia brytyjsko-portugalsko-hiszpańska liczyła 34 000 piechoty, 1 850 jazdy i 48 dział. Idąca na odsiecz armia francuska liczyła 42 000 piechoty, 4 500 jazdy i 38 dział.
Armia Masseny składała się z trzech korpusów piechoty oraz z kawalerii. VI Korpus dowodzony przez Louisa Loisona miał trzy dywizje dowodzone przez Marchanda, Mermeta i Fereya. W VIII Korpusie Andoche Junota była tylko jedna dywizja dowodzona przez Solignaca. IX Korpus Droueta składał się z dwóch dywizji dowodzonych przez Conrouxa i Claparède'a. Na czele odwodów złożonych z części kawalerii stał Montbrun. Druga część kawalerii, dowodzona przez marszałka Bessièresa, składała się w znacznej części z Gwardii Cesarskiej. Ponadto od północnego wschodu zagrażały Almeidzie dwie dywizje z II Korpusu Reyniera.
Wellington dysponował 6 dywizjami piechoty, samodzielną brygadą portugalską dowodzoną przez Ashwortha oraz trzema brygadami kawalerii. Pierwszą dywizją dowodził generał Brent Spencer, trzecią – Thomas Picton, siódmą - William Houston, natomiast Robert Craufurd stał na czele tzw. Lekkiej Dywizji (Light Division). Generał Stapleton Cotton dowodził dwoma brygadami kawalerii - jedną z nich dowodził Slade a drugą Arentschildt. Na czele piątej dywizji stał William Erskine, natomiast Alexander Campbell dowodził szóstą dywizją. Ponadto część portugalskiej kawalerii została wydzielona, by obserwować II Korpus francuski Reyniera.

## Bitwa
Massena 3 maja rzucił swe siły do czołowego natarcia na brytyjskie regimenty trzymające w swym ręku umocnioną barykadami wioskę Fuentes de Oñoro, jednocześnie prowadząc intensywny ogień artyleryjski na brytyjskie pozycje znajdujące się na wzniesieniach leżących na wschód od wioski. Przez cały dzień wioska stanowiła centrum toczących się walk, a zmagali się ze sobą francuscy żołnierze Fereya i Marchanda z tzw. „czerwonymi kurtkami” (redcoats) z pierwszej i trzeciej dywizji brytyjskiej.
Na początku Brytyjczycy zostali wyparci, jednak kontratak z udziałem lekkiej górskiej piechoty przywrócił wojskom Wellingtona utracone na początku dnia budynki i ulice. O zachodzie słońca Francuzi opuścili wioskę, która z powrotem znalazła się w ręku armii brytyjskiej. Podczas toczących się tego dnia walk Francuzi stracili 650 żołnierzy, natomiast Brytyjczycy – tylko 250 żołnierzy.
Następnego dnia dochodziło jedynie do sporadycznych starć. Obie strony pod wrażeniem zaciętości dotychczasowych walk ponownie rozważyły swoje plany wojenne. W tym czasie francuskie siły rozpoznawcze odkryły, że prawe skrzydło armii brytyjskiej zajmowało słabo umocnioną pozycję w okolicach małej wioski Pozo Bello. Wellington także zauważył słabość swego prawego skrzydła i w obawie przed oskrzydleniem przedłużył swój front w kierunku Nava d'Aver.
Walki wznowiono rankiem 5 maja. Wykorzystując fakt, że Wellington zostawił na prawym skrzydle nieosłoniętą siódmą dywizję, Massena rzucił do ataku na osłabione prawe skrzydło brytyjskie dragonów Montbruna wspartych przez dywizje piechoty Marchanda, Mermeta i Solignaca. Gdy dwa bataliony prawego skrzydła zostały pobite przez francuską lekką kawalerię, Wellington zmuszony został posłać na prawe skrzydło posiłki, by nie dopuścić do całkowitego zniszczenia siódmej dywizji.
Sytuację uratowały lekka dywizja (Light Division) oraz kawaleria brytyjska i kawaleria z tzw. królewskiego legionu niemieckiego (King’s German Legion).
Massena nadal zamierzał opanować Fuentes de Oñoro i dlatego rzucił do ataku kolumny piechoty z dywizji Fereya. Wioska, pełna niskich kamiennych murów, dawała znakomitą osłonę dla brytyjskiej piechoty i wydzielonych oddziałów do walk szarpanych. Francuzi, gdy znaleźli się w wąskich uliczkach, mieli bardzo ograniczone pole działania. Na początku żołnierze francuscy odnieśli sukces przez odrzucenie dwóch kompanii 79 górskiego regimentu. Jednak później potężny kontratak wojsk Wellingtona wyparł z wioski żołnierzy z dywizji Fereya.
Kolejny francuski atak przeprowadzony został przez Droueta, który skierował na wioskę trzy bataliony złożone z grenadierów IX korpusu. Z powodu czapek uszytych z niedźwiedziej skóry mylono ich z Gwardią Cesarską. Ponownie wojska brytyjskie zostały wyparte. Drouet rzucił jeszcze do ataku około połowy wszystkich batalionów z dywizji Conrouxa i Claparede’a, dzięki czemu opanował niemal całą miejscowość.
W odpowiedzi Wellington przeprowadził kontrnatarcie przy użyciu jednostek z pierwszej i trzeciej dywizji oraz lekkiej piechoty z 6 dywizji portugalskiej. To odmieniło przebieg walk o Fuentes de Oñoro. Ostrzeliwana z boków, niezdolna do podtrzymania tempa natarcia piechota francuska zaczęła tłoczyć się w wąskich uliczkach i ponosić ciężkie straty na skutek nieprzyjacielskiego ognia. Co gorsza, żołnierzom francuskim zaczął kończyć się proch, co ograniczyło ich możliwości jedynie do walki na bagnety. Znacznie to utrudniło dalszą walkę. Podczas zażartego boju doszło do sytuacji, w której 100 francuskich grenadierów w jednym z wąskich przejść wpadło w pułapkę i zostało wybitych do nogi. Morderczy ogień prowadzony ze skrzydeł zatrzymał francuskie natarcie i zmusił żołnierzy francuskich do odwrotu. Walki w wiosce zakończyły się o zachodzie słońca - Francuzi ostatecznie zostali wyparci, a niektóre kompanie straciły aż 60% swego stanu osobowego. Na skutek tych strat morale armii francuskiej uległo poważnemu osłabieniu.
Na najbardziej zagrożonym prawym skrzydle armii brytyjskiej elitarna lekka dywizja (Light Division), przy wsparciu jazdy i artylerii, ponosząc relatywnie niewielkie straty osłoniła udany odwrót siódmej dywizji na silniejsze pozycje, które uprzednio wybrał Wellington. Podczas brytyjskiego odwrotu francuska artyleria podeszła bardzo blisko, jednak kawaleria brytyjska pozorując szarżę odwróciła jej uwagę i pozwoliła brytyjskiej piechocie ujść poza zasięg francuskich dział. Gdy francuska jazda zaczęła spychać jazdę brytyjską, brytyjska piechota sformowała czworobok i ogniem flankowym odparła Francuzów. Działania Brytyjczyków ratujące trudną sytuację na prawym skrzydle zakończyły się powodzeniem dzięki sprawnemu współdziałaniu wszystkich rodzajów wojsk - czyli jazdy, piechoty i artylerii.
Francuska artyleria próbowała ostrzeliwać nowe pozycje prawego skrzydła brytyjskiego, jednak została uciszona przez celny ogień dział Wellingtona. W końcu z braku amunicji francuskie natarcie zostało zakończone.
Wieczorem cała armia Wellingtona zdołała się okopać, Francuzi natomiast przez trzy dni stali naprzeciw brytyjskich umocnień, po czym Massena wydał rozkaz do odwrotu.

## Po bitwie
Wellington odparł francuską Armię Portugalii, zadając jej przy tym poważne straty (według różnych źródeł armia Masseny straciła od 2 200 do 3 500 żołnierzy), sam natomiast stracił 1500 żołnierzy i zachował zdolność do kontynuowania oblężenia Almeidy (według Digby Smitha Brytyjczycy stracili 1800 żołnierzy, podczas gdy Francuzi - 2800 żołnierzy). Sam Wellington potwierdził, że sytuacja jego armii była momentami krytyczna, a zwycięstwo zostało okupione za cenę tak poważnych strat własnych, że nie zalicza tej bitwy do swych sukcesów.
Po dotarciu do Ciudad Rodrigo Massena został wezwany do Paryża przez Napoleona, który niezadowolony z jego poczynań zażądał wyjaśnień. Massena przybył do Francji przywożąc ze sobą ogromne zapasy złota, zdobyte w Hiszpanii i Portugalii. Jego miejsce w Hiszpanii zajął marszałek Auguste Marmont.
Dwa dni po odwrocie Masseny, czyli 10 maja, liczący 1300 żołnierzy garnizon francuski generała Brenniera pod osłoną nocy prześliznął się przez brytyjskie pozycje. Około 360 Francuzów wpadło w ręce Brytyjczyków, reszta jednak zdołała uciec, gdyż brytyjski pościg wpadł w zastawioną przez wojska francuskie pułapkę. Nieudolność generała Erskine’a i innych, która doprowadziła do tej ośmieszającej ucieczki, wprawiła Wellingtona we wściekłości, który stwierdził, że „żadne wojskowe wydarzenie nie sprawiło mu tyle przykrości, co ucieczka każdego z członków francuskiego garnizonu Almeidy”.